# Duke's Big Four
Pour les articles homonymes, voir Big Four.
Albums de Duke Ellington
Up in Duke’s Workshop
(1969-72) Third Sacred Concert
(1973)
Duke's Big Four est un album studio du pianiste Duke Ellington, enregistré en 1973 et paru l'année suivante sur le label Pablo. Ellington est accompagné par le guitariste Joe Pass, le contrebassiste Ray Brown et le batteur Louie Bellson. C'est la dernière session en studio de Duke Ellington.

## Réception
L'auteur Scott Yanow indique sur AllMusic que c'est « l'une des plus remarquables séances en petite formation de la dernière décennie de Duke Ellington » et il ajoute que « le style percutant d'Ellington a toujours fait preuve de modernité et il apparaît régulièrement avec des soli intenses... Hautement recommandé ».
Lors de la sortie du disque en 1973, le musicien et chroniqueur de jazz Marc Moulin, au micro de la RTBF, se disait « impressionné par la modernité pianistique » d'Ellington.

## Titres
| N° | Titre                                | Compositeur                                 | Durée |
| -- | ------------------------------------ | ------------------------------------------- | ----- |
| 1. | Cotton Tail                          | Duke Ellington                              | 4:17  |
| 2. | The Blues                            | Duke Ellington                              | 5:28  |
| 3. | The Hawk Talks                       | Louie Bellson                               | 5:10  |
| 4. | Prelude to a Kiss                    | Duke Ellington, Irving Gordon, Irving Mills | 5:43  |
| 5. | Love You Madly                       | Duke Ellington                              | 6:38  |
| 6. | Just Squeeze Me (But Don't Tease Me) | Duke Ellington, Lee Gaines                  | 6:07  |
| 7. | Everything But You                   | Duke Ellington, Don George, Harry James     | 5:19  |

## Enregistrement
L'ensemble des titres sont enregistrés le 8 janvier 1973 à Los Angeles (Californie).
| Musicien       | Instrument  |  | Équipe technique |                  |
| -------------- | ----------- |  | ---------------- | ---------------- |
| Duke Ellington | piano       |  | Norman Granz     | producteur       |
| Joe Pass       | guitare     |  | Benny Green      | liner notes      |
| Ray Brown      | contrebasse |  | Val Valentin     | ingénieur du son |
| Louie Bellson  | batterie    |  | Gai Terrell      | photographie     |

En marge de cette session, le duo Ellington-Brown a réenregistré le 1er mouvement de la Fragmented Suite for Piano & Bass enregistrée quelques semaines plus tôt (le 5 décembre 1972) pour l'album This One's for Blanton!. Cette version alternative ne fut pas publiée en CD mais uniquement dans le DVD "Duke: The Last Jam Session".